# Cristo con l'animula della Madonna
Cristo con l'animula della Madonna è un dipinto tempera su tavola (28x18 km) di Andrea Mantegna, realizzato intorno al 1462 e conservato oggi alla Pinacoteca nazionale di Ferrara. Fa parte della pala della Morte della Vergine, oggi al Prado.

## Storia
Roberto Longhi fu il primo a identificare la piccola tavola, di soggetto piuttosto insolito in un'opera indipendente, come la parte restante della metà superiore della tavola della Morte della Vergine, proveniente in tutta probabilità dalla cappella privata di Ludovico III Gonzaga nel Castello di San Giorgio di Mantova, la cui sistemazione architettonica e decorazione fu la prima commissione ufficiale a Mantegna, pittore di corte dal 1460, ma in trattativa già dal 1457. Nel corso del XVI secolo la cappella venne infatti ristrutturata e ridecorata, con la dispersione delle decorazioni quattrocentesche, per poi essere in seguito distrutta. La tavola della Morte della Vergine in particolare dovette finire a Ferrara, a giudicare da una menzione in un inventario del 1588, che la elencherebbe tra i dipinti nella cappelletta privata di Margherita Gonzaga, moglie di Alfonso II d'Este. Fu forse per adattarsi alla nuova collocazione che l'opera venne decurtata della parte superiore della quale venne tenuto solo il riquadro con la figura di Cristo.

## Descrizione e stile

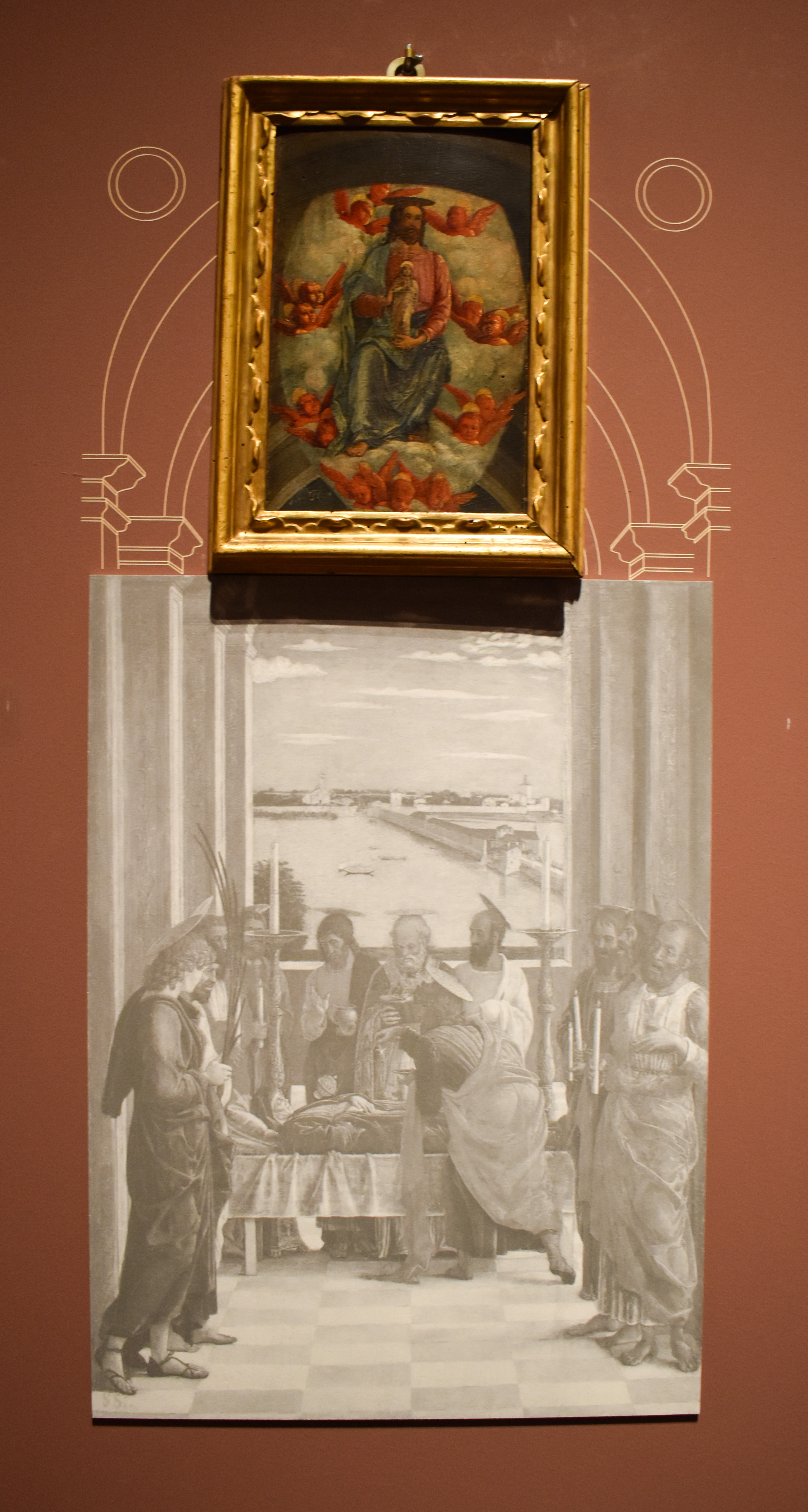
Ricostruzione della pala nella pinacoteca Nazionale di Ferrara

Il soggetto della Morte della Vergine era spesso accompagnato da un'esplicita rappresentazione della sua ascensione spirituale e assunzione in cielo, talvolta rappresentata come figura intera, altre come anima. Per definire il carattere puro e spirituale dell'anima si sceglieva spesso di dipingerla come una bambina, accompagnata da Cristo nel regno dei cieli. In questo caso l'anima è rappresentata come una statuetta chiara, che Cristo tiene in mano mentre ascende in una mandorla di nuvole accompagnato da cherubini.
Alla base della nuvola si intravedono i profili degli archi che originariamente costituivano l'intelaiatura architettonica della pala e che hanno permesso la ricostruzione.